# Orval Tessier
Orval Roy Tessier (* 30. Juni 1933 in Cornwall, Ontario; † 25. August 2022 ebenda) war ein kanadischer Eishockeyspieler und -trainer. Zwischen 1954 und 1960 bestritt der Center 59 Partien für die Canadiens de Montréal und Boston Bruins in der National Hockey League (NHL), verbrachte seine aktive Karriere jedoch überwiegend in Minor Leagues. Anschließend war er als Cheftrainer unter anderem von 1982 bis 1985 bei den Chicago Black Hawks in der NHL tätig, wobei er 1983 mit dem Jack Adams Award als bester Trainer der Liga geehrt wurde.

## Karriere
Tessier spielte während seiner Juniorenzeit gemeinsam mit Don Cherry, Don McKenney und Doug Mohns für die Barrie Flyers in der Ontario Hockey Association. Mit der Mannschaft gewann er 1953 den Memorial Cup.
Seine ersten beiden Spielzeiten im Seniorenbereich absolvierte er für die Royaux de Montréal in der Quebec Hockey League. In der Saison 1954/55 kam er zu den ersten vier Einsätzen in der NHL bei den Canadiens de Montréal. Mit nur sechs Teams in der NHL waren die Plätze knapp. Besonders der Kader der Canadiens war in diesen Jahren personell stark besetzt.
Im Sommer 1955 nutzten die Boston Bruins die Gelegenheit und verpflichteten ihn im Intra-League Draft. Anfangs wurde er wieder in der QHL, diesmal bei den Quebec Aces, eingesetzt. Für 23 Spiele in der Saison 1955/56 ging er auch in der NHL aufs Eis. Tessier erzielte dabei auch seine beiden ersten Tore. Die folgenden Jahre spielte er erfolgreich in unteren Ligen. Seine Stationen waren die Springfield Indians in der American Hockey League, die Trois-Rivières Lions in der QHL und die Kingston Frontenacs in der Eastern Professional Hockey League.
Zur Saison 1960/61 kehrte er zu den Bruins in die NHL zurück. Dort konnte er jedoch nicht an die Leistungen in der EPHL anknüpfen. Es folgten zwei Jahre bei den Portland Buckaroos in der Western Hockey League. Danach kauften ihn die Canadiens zurück, doch es kam zu keinen weiteren Einsätzen in der NHL. Er spielte noch ein Jahr bei den Clinton Comets in der Eastern Hockey League, bevor er seine aktive Karriere beendete.
Zu Beginn der 1970er Jahre übernahm Tessier als Trainer das Nachwuchsteam der Cornwall Royals in der Quebec Major Junior Hockey League, mit denen er 1972 den Memorial Cup gewann. Nach einem Abstecher zu den Québec Remparts kehrte er bald nach Cornwall zurück. Auch seine dritte Trainerstation war in der QMJHL, die Chicoutimi Saguenéens. Nach einem Jahr bei den Kitchener Rangers in der Ontario Hockey League übernahm er 1981 mit den New Brunswick Hawks aus der AHL sein erstes Seniorenteam. Er führte die Hawks zum Calder Cup und wurde danach von den Chicago Black Hawks in die NHL geholt. In seinem ersten Jahr erhielt er als bester Trainer der Liga den Jack Adams Award. Im Laufe seiner dritten Spielzeit in der Spielzeit 1984/85 endete seine Trainerlaufbahn in der NHL. Er kehrte nach seiner Entlassung zu den Cornwall Royals zurück, die inzwischen in der OHL spielten.
Später war er als Scout für die Colorado Avalanche tätig. Als das Team 2001 den Stanley Cup gewann, wurde auch sein Name auf dem Pokal verewigt.
Orval Tessier verstarb am 25. August 2022 im Alter von 89 Jahren in seiner Heimat Cornwall.

## Sportliche Erfolge
- Memorial Cup: 1953 (als Spieler), 1972 (als Trainer)
- Calder Cup: 1982 (als Trainer)
- Stanley Cup: 2001 (als Scout)

### Persönliche Auszeichnungen
- QHL First All-Star Team: 1955 und 1957
- President’s Cup (Topscorer der QHL): 1957
- QHL Second All-Star Team: 1959
- EHL North Second All-Star Team: 1965
- Jack Adams Award: 1983